# Castillo de Castellanos
El castillo de Castellanos, o de Mohedano, es una fortaleza situada en el término municipal de Cáceres, provincia de Cáceres, Extremadura. Construido entre finales del siglo XIV o principios del XV.
Se encuentra en una finca particular a unos 25 km al sur de esta ciudad, aunque la zona urbana más próxima es Cordobilla de Lácara, perteneciente a la provincia de Badajoz. Situado unos dos kilómetros al sursudeste del pico Morrón de Estena, se yergue sobre el cerro del Santo: una elevación que forma el extremo oriental de la Sierra de la Estena, que a su vez constituye una de las estribaciones meridionales de la Sierra de San Pedro.

## Historia
En el siglo XIII, a raíz de la reconquista cristiana, estas tierras de la Sierra de San Pedro fueron repartidas al linaje de los Valverde para premiar su contribución bélica y encomendarles la repoblación. En el lugar que hoy ocupa el castillo, los Valverde poseyeron una casa, de la que hay constancia documental desde comienzos del siglo XIV, pero no parece que entonces estuviera fortificada. Uno de sus titulares fue Gonzalo Ruiz de Valverde, comendador santiaguista de Mérida y Alcuéscar.
La construcción de un castillo en este emplazamiento, poco tiempo después, respondió sin duda a las necesidades de defensa de la hoy desaparecida villa de Castellanos, a la que estuvo estrechamente vinculado. Muchas de las torres que salpican la región fueron erigidas por entonces para proteger los núcleos de población que surgían tras la reconquista. El pueblo de Castellanos, que era coto señorial, perdió su villazgo y quedó despoblado durante la Edad Moderna.
Las primeras noticias de un castillo de Castellanos las ofrece el Memorial de Ulloa, que informa de que a principios del siglo XV pertenecía al mariscal García González de Herrera († 1404), quien al parecer lo hubo de Estefanía de Monroy, su primera mujer. Esta fuente expone las transmisiones de la propiedad hasta que en 1477 la adquirió Alonso de Cárdenas, maestre de la Orden de Santiago. Hacia 1485, el maestre realizaba nuevas obras de fortificación, probablemente construyendo o reforzando la muralla exterior y sus baluartes. De esta reforma podrían datar las troneras abiertas en muro y cubos.
El castillo no era una propiedad de dicha Orden militar, sino adquirida por el maestre a título personal, por lo que en 1493 lo heredó su hija Juana de Cárdenas, mujer de Pedro Portocarrero el Sordo. Estos cónyuges lo incluyeron en un mayorazgo que fundaron en 1514, y después se sucedió en sus descendientes los condes de la Puebla del Maestre, hasta el final del Antiguo Régimen.

## Construcción
Responde a la tipología de castillo roquero. Su núcleo inicial, ubicado en el punto más alto y septentrional, consistía en una torre que debió de albergar las estancias señoriales. Construida en época medieval sobre un afloramiento rocoso, en su fábrica predominan los sillares. Por razón de la orografía, el lado norte de esta torre se alza sobre un talud casi vertical, que le sirve de protección natural, mientras que por el opuesto el terreno es más tendido. Esta parte fue la que se intentó reforzar en época ya moderna mediante un recinto amurallado rectangular que obstaculizaba el acceso desde el sur. Fabricado de fuerte mampostería y sillarejo, con alguna añadidura de ladrillo, tiene como refuerzo tres cubos cilíndricos, situados en las dos esquinas del lienzo meridional y en el centro del mismo. Por todo el perímetro se abren troneras, típicas de finales del siglo XV, y aspilleras, algunas con orbe en su extremo inferior. La totalidad del castillo estuvo rodeada de una cerca exterior con adarve y baluartes, probablemente almenada, de la que apenas quedan restos.
Por su estado ruinoso, forma parte de la Lista roja de patrimonio en peligro de Hispania Nostra desde el 13 de abril de 2014.